# スターセム
スターセム（Starsem）はヨーロッパとロシア連邦が、ソユーズロケットを使った商業打ち上げを行うため、1996年に設立した共同出資企業。本部はフランスのEvryに位置し、株主は以下のようになっている。
- ロシア連邦宇宙局 (25%)
- "TsSKB-Progress" Samara Space Center (25%)
- EADS SPACE Transportation (35%)
- アリアンスペース (15%)